# 馬里亞尼夫卡 (科斯托皮爾區)
51°1′44″N 26°24′17″E / 51.02889°N 26.40472°E
馬里亞尼夫卡（烏克蘭語：Мар'янівка），是烏克蘭西北部的村莊，隸屬里夫內州的里夫內區。該村始建於1939年，面積0.98平方公里，海拔高度174米，2001年人口184，人口密度每平方公里187.8人。